# 工藤慎一
工藤 慎一（くどう しんいち、1990年8月16日 - ）は、日本の実業家。ecbo株式会社代表取締役社長。2018年にForbes JAPAN 30 UNDER 30 2018 – Business Entrepreneurs部門に選出、2019年にForbes 30 Under 30 Asia 2019 – Consumer Technology部門に選出。

## 経歴
マカオ出身、日本大学卒。Uber Japan株式会社の立ち上げを経て、2015年6月にecbo株式会社を設立。2017年1月より「荷物を預けたい人」と「荷物を預かるスペースを持つお店」をつなぐ、荷物一時預かりシェアリングサービス「ecbo cloak（エクボクローク）」を運営。2019年9月、Amazon Japanと提携し、宅配物受け取りサービス「ecbo pickup（エクボピックアップ）」を発表。
2017年、TechCrunch Tokyo 2017 ぐるなび賞 受賞。
同年、日本郵便 POST LOGITECH INNOVATION PROGRAMに採択。JR東日本スタートアッププログラム 審査員特別賞 受賞。起業家の登竜門「IVS Launch Pad 2017 Fall Kanazawa」優勝。
2018年、週刊東洋経済「すごいベンチャー100」に選出。
同年、Forbes JAPAN 30 UNDER 30 2018 – Business Entrepreneurs部門選出、Forbes JAPAN CEO Conference 2018 – American Express POWERFUL BACKING AWARD受賞。
2019年、Forbes 30 Under 30 Asia 2019 – Consumer Technology部門選出。